# Kamienica przy ulicy św. Jana 6 w Katowicach
Kamienica przy ulicy św. Jana 6 w Katowicach – zabytkowa, narożna kamienica mieszkalno-handlowa, położona w narożniku ulicy św. Jana 6 i ulicy Staromiejskiej 1 w Katowicach, na terenie dzielnicy Śródmieście. Powstała ona w 1892 roku w miejscu istniejącego wcześniej budynku.

## Historia
Kamienica w stylu eklektycznym została oddana do użytku w 1892 roku, a zaprojektował ją C. Häusler. Powstała ona w miejscu neorenesansowego budynku pochodzącego z 1864 roku. Właścicielami kamienicy byli m.in. kolejno: Kucharz, Chylińska i rodzina Weissenbergów. Pierwotnie kamienicę w rogu wieńczyła wieżyczka, która w 1929 roku została rozebrana. 
W czasach Polski Ludowej elewacja kamienicy utrzymywana była w kolorze brudnożółtym. W latach 60. XX wieku kamienicę przebudowano. Prace obejmowały wówczas parter budynku. W ich ramach zlikwidowano m.in. figury atlantów, które podpierały wykusz. W dniu 23 października 1989 roku budynek wpisano ją do rejestru zabytków. 
We wrześniu 2020 roku zakończyła się renowacja elewacji zewnętrznej zabytkowej kamienicy, którą pokryto farbą w odcieniach jasnego różu. W tym czasie na parterze działała cukiernia Lajkonik oraz salon optyczny Aurum.

## Charakterystyka

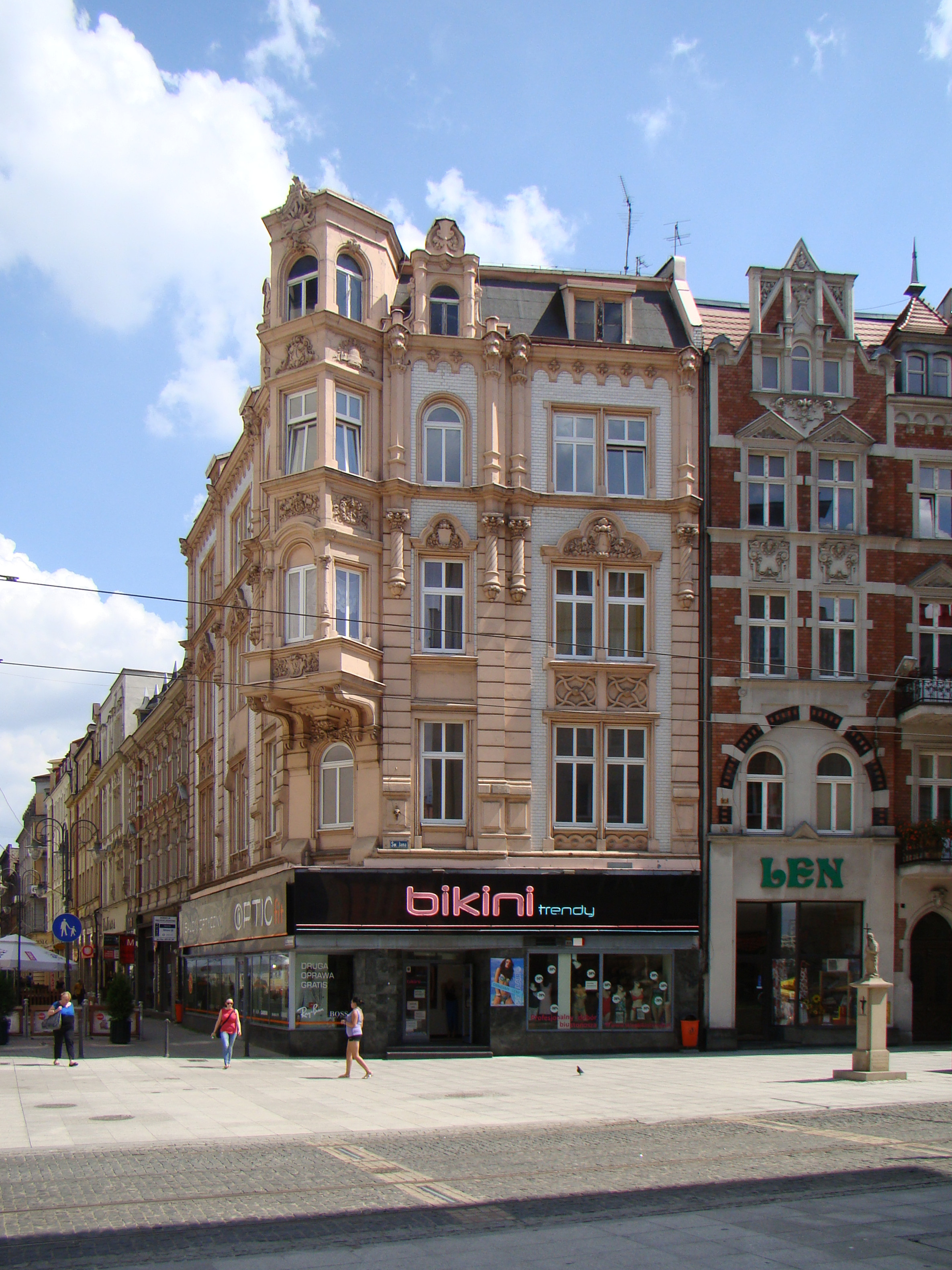
Kamienica od strony Rynku przed zmianą kolorystyki (2014)

Kamienica mieszkalno-handlowa położona jest w narożniku ulicy św. Jana 6 i ulicy Staromiejskiej 1 w katowickiej dzielnicy Śródmieście. Wybudowana jest w stylu eklektycznym z elementami neorenesansu, neogotyku i neobaroku.
Powierzchnia zabudowy budynku wynosi 363 m², zaś powierzchnia użytkowa 600 m². Kamienica posiada cztery kondygnacje nadziemne i jedną podziemną. Budynek został wzniesiony na planie zbliżonym do prostokąta. Bryła budynku jest zwarta, z wykuszem znajdującym się w narożniku budynku, kryta dachem dwuspadowym o stromej połaci frontowej. 
Elewacja kamienicy jest niesymetryczna, licowana glazurowaną cegłą, zaś wykusz i detale architektoniczne budynku są tynkowane. Od strony ulicy Staromiejskiej elewacja posiada trzy osie, zaś od strony ulicy św. Jana dwie. Są ona oddzielone od siebie boniowanymi lizenami, zaś na wysokości czwartej kondygnacji laskowaniem. Dekoracja sztukatorska na kamienicy wbudowana została głównie w naczółkach i płycinach, a dominują w niej motywy antropomorficzne, abstrakcyjno-geometryczne i roślinne.
Sień i klatka schodowa dla jest wspólna zarówno dla tej kamienicy, jak i dla sąsiedniej przy ulicy Staromiejskiej 3. Balustrada na klatce schodowej jest drewniana i tralkowa. Zachowała się częściowo oryginalna stolarka drzwiowa.
Kamienica wpisana jest ona do rejestru zabytków pod numerem A/1393/89. Granice ochrony obejmują cały budynek. Budynek wpisany jest także do gminnej ewidencji zabytków miasta Katowice.  